# Lygodactylus williamsi
Lygodactylus williamsi este o specie de șopârle din genul Lygodactylus, familia Gekkonidae, descrisă de Arthur Loveridge în anul 1952. A fost clasificată de IUCN ca specie pe cale de dispariție (stare critică). Conform Catalogue of Life specia Lygodactylus williamsi nu are subspecii cunoscute.

## Galerie

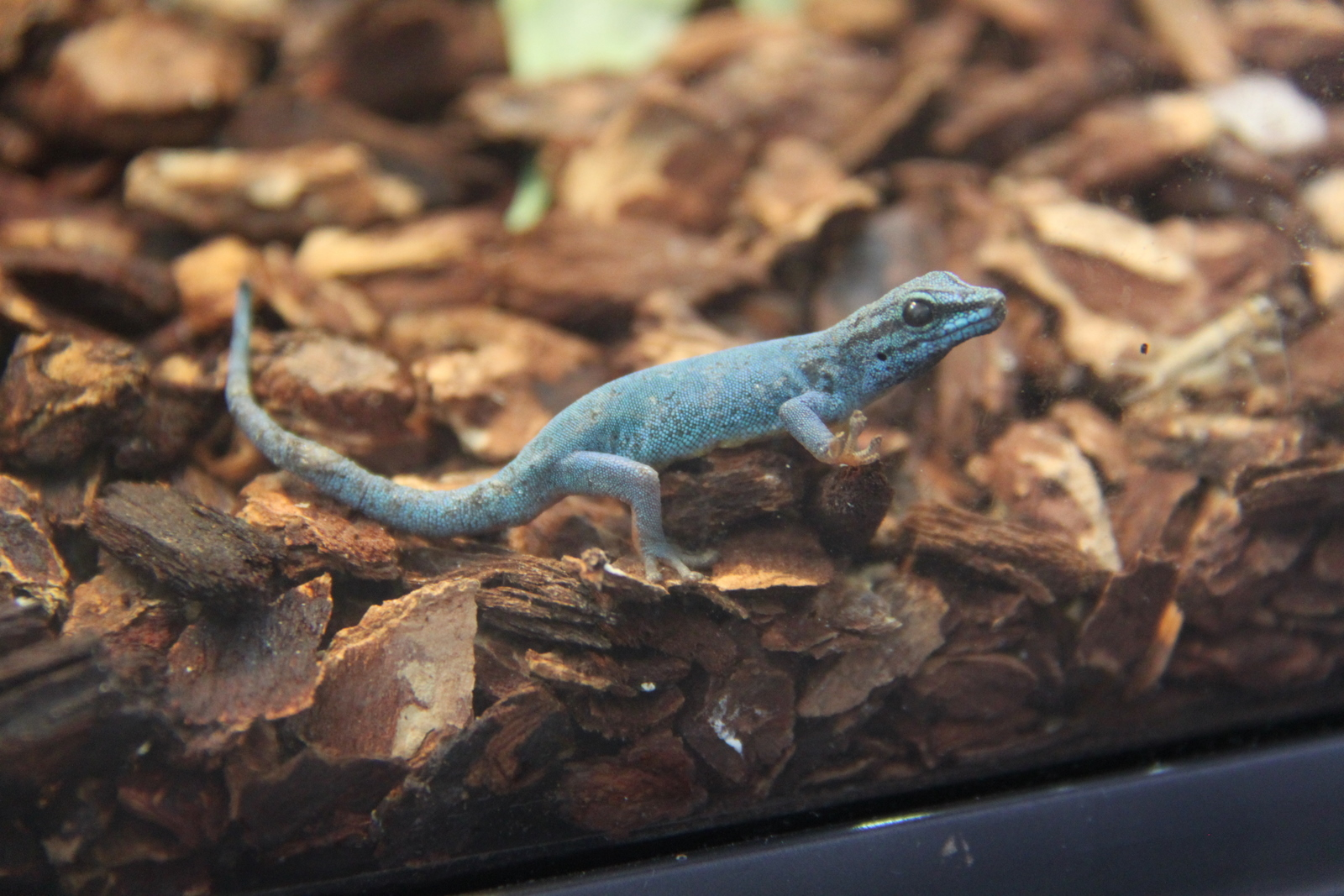